# Faruk Nafız Özak

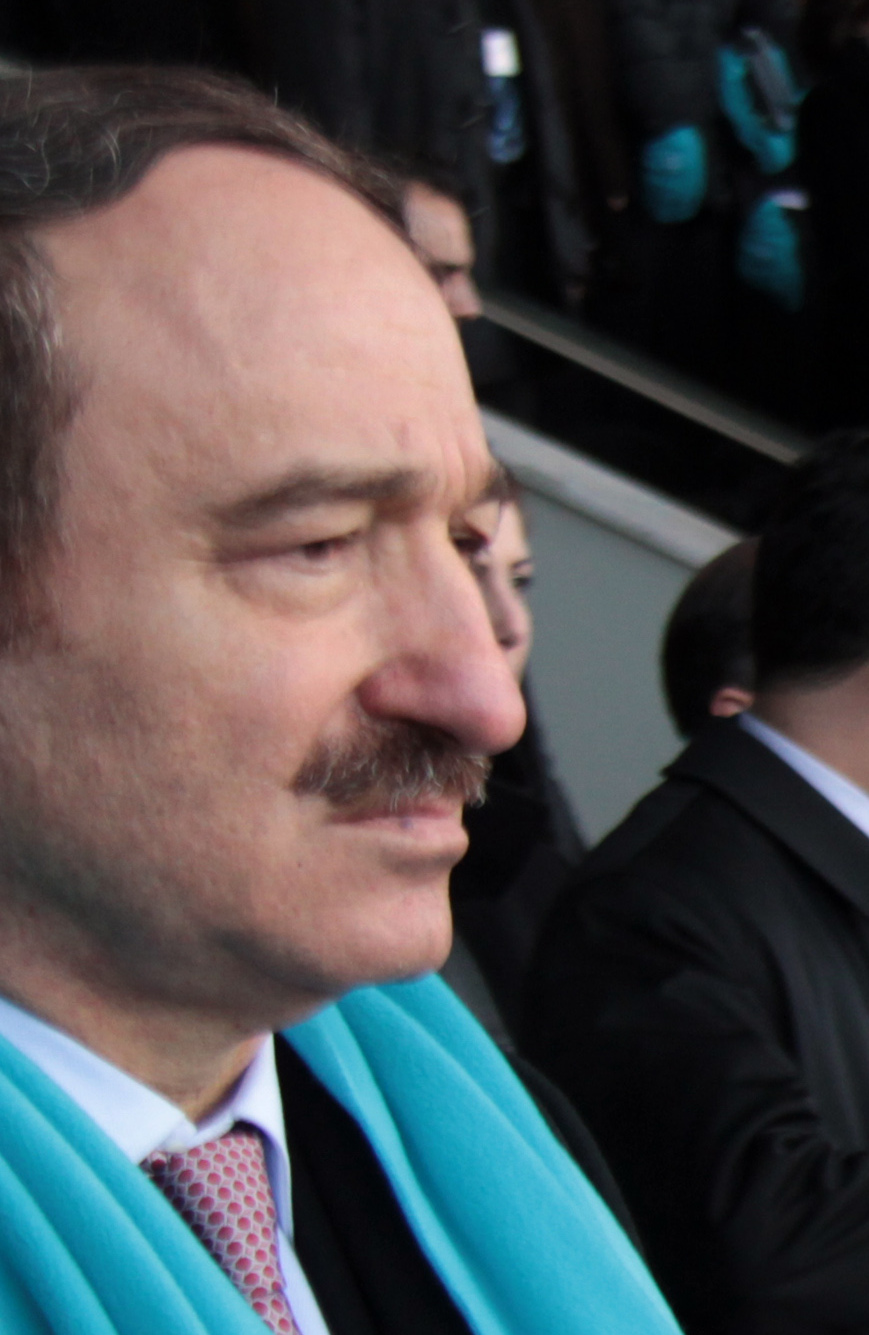

Faruk Nafız Özak (* 19. April 1946 in Trabzon) ist ein türkischer Bauingenieur, Politiker und Minister für Bauwesen und Besiedlung (Bayındırlık ve İskân Bakanı).
Özak absolvierte die Fakultät für Ingenieurwesen an der Karadeniz Teknik Üniversitesi (Bauingenieurwesen). Er spielte als professioneller Fußballspieler und Teamchef bei Trabzonspor und erhielt den Preis Sportler des Jahres (Yılın Sporcusu). Er war Mitglied des Führungsgremiums sowie Präsident des Vereins.  Özak war Aufsichtsrat in der YAPISUN AG. Er ist Gründungsmitglied des Vereins für die Entwicklung Trabzons.
Faruk Nafız Özak war Abgeordneter der Adalet ve Kalkınma Partisi (AKP) für die Provinz Trabzon in der 22. Legislaturperiode (14. Oktober 2002 bis 22. Juli 2007) der Großen Nationalversammlung der Türkei. Weiters war er Minister für Bauwesen und Besiedlung in der 59. Regierung (I. Erdoğan Kabinett) der Republik Türkei. Özak ist seit dem 29. August 2007 Mitglied des II. Erdoğan Kabinetts der AKP-Regierung unter Erdoğan, in dem er bis 1. Mai 2009 erneut Minister für Bauwesen und Besiedlung war und danach Staatsminister für Jugend und Sport.
Özak ist verheiratet und Vater zweier Kinder.